# Cecil Aronowitz
Pour les articles homonymes, voir Aronowitz.
Cecil Aronowitz est un altiste britannique né le 4 mars 1916 à King William's Town (en Afrique du Sud) et mort le 7 septembre 1978 à Ipswich.

## Biographie
De parents russes lituaniens, Cecil Aronowitz naît le 4 mars 1916 à King William's Town en Afrique du Sud,.
Il étudie au Royal College of Music de Londres avec Ralph Vaughan Williams, Gordon Jacob et, pour le violon, Achille Rivarde. Après la Seconde Guerre mondiale, il se tourne vers l'alto, qu'il joue au sein de divers orchestres londoniens. Il est notamment alto solo de l'Orchestre de chambre Boyd Neel (en), de l'English Chamber Orchestra (en 1949) puis des London Mozart Players (entre 1952 et 1964),.
Chambriste réputé, Aronowitz est membre fondateur du Melos Ensemble (1950) et s'associe au Quatuor Amadeus pour des séances de quintette à cordes.
Comme pédagogue, il est professeur d'alto et de musique de chambre au Royal College of Music à partir de 1948, puis au Royal Northern College of Music entre 1973 à 1977, enfin à la Snape Maltings School,.
Cecil Aronowitz meurt le 7 septembre 1978 à Ipswich,.